# Ploštičník
Ploštičník (Cimicifuga) je rod rostlin z čeledi pryskyřníkovité (Ranunculaceae). V posledních letech však rod není většinou autorů uznáván a druhy jsou řazeny do rodu samorostlík (Actaea), viz Compton 1998, popř.

## Popis
Jedná se o vytrvalé páchnoucí byliny s oddenkem. Lodyhy jsou většinou statné, lysé nebo chlupaté. Listy jsou řapíkaté, horní pak až přisedlé, složené, 1–3 x zpeřené. Květy jsou oboupohlavné, malé, zpravidla v bohatých větvených nebo nevětvených hroznech. Kališní lístky jsou drobné, zpravidla jich je 4–5. Koruna jsou drobné, někdy na vrcholu se sterilními prašníky a někdy nesou nektaria. Tyčinek je mnoho. Plodem je měchýřek, měchýřky jsou uspořádány po několika v souplodí.

## Rozšíření
Asi 12–18 druhů je rozšířeno převážně v mírném pásu Evropy, Asie a Severní Ameriky.